# John Herdman
John Herdman (* 19. Juli 1975 in Consett, County Durham, England) ist ein englischer Fußballtrainer. Er war von 2011 bis 2017 Trainer der kanadischen Frauen-Nationalmannschaft und von 2018 bis 2023 der kanadischen Männer-Nationalmannschaft.

## Trainertätigkeit
Von 2006 bis 2011 trainierte er die neuseeländische Fußballnationalmannschaft der Frauen sowie die U-20-Mannschaft, mit der er an der U-20-Fußball-Weltmeisterschaft der Frauen 2008 teilnahm. Bei den Turnieren 2007 und 2010 gewann seine Mannschaft jeweils die Ozeanienmeisterschaft der Frauen und qualifizierte sich damit für die Weltmeisterschaften 2007 und 2011, bei denen Neuseeland aber jeweils in der Vorrunde ausschied. Zudem führte er die neuseeländische Mannschaft zu den Olympischen Spielen in Peking 2008, schied dort aber nach einem Remis gegen Japan sowie zwei Niederlagen gegen Norwegen und die USA in der Vorrunde aus.
Nach der WM 2011 übernahm er die kanadische Fußballnationalmannschaft der Frauen. Sein erster Erfolg mit der neuen Mannschaft war der Gewinn der Goldmedaille bei den Panamerikanischen Spielen 2011 im Finale gegen Brasilien. Anschließend konnte er den Heimvorteil beim CONCACAF-Qualifikationsturnier in Vancouver für die Olympischen Spiele in London nutzen und erreichte das olympische Fußballturnier in seinem Geburtsland. Dort erreichte er mit seiner Mannschaft das Spiel um die Bronzemedaille, das Kanada mit 1:0 gegen Frankreich gewann. Den Erfolg konnte er 2016 mit den Kanadierinnen wiederholen, wobei sie die Bronzemedaille gegen Gastgeber Brasilien gewannen.
Am 9. Januar 2018 legte er sein Amt als Nationaltrainer der Frauen von Kanada nieder und übernahm das Traineramt der kanadischen Männernationalmannschaft.
Er führte die kanadische Mannschaft zur WM 2022, ihrer erst zweiten WM-Teilnahme, schied aber nach der Gruppenphase aus. Im August 2023 beendete er seine Tätigkeit als Nationaltrainer um den Toronto FC zu trainieren.